# Natallia Tsylinskaya
Natallia Tsylinskaya (n. 30 august 1975, Minsk, RSS Bielorusă, URSS) este o ciclistă bielorusă, medaliată olimpică. A participat la 2 ediții ale Jocurilor Olimpice (2004, 2008) în care a câștigat o medalie de bronz.